# Почему языки такие разные
«Почему языки такие разные» — научно-популярная книга лингвиста Владимира Плунгяна, посвящённая языковому разнообразию. Название книги представляет один из фундаментальных вопросов теоретической лингвистики.
«Почему языки такие разные» рассказывает о языках мира, их структурных сходствах и различиях, родстве языков и их распространению по планете. По мнению Владимира Плунгяна, книга посвящена основам теоретической лингвистики. Изначально, по его словам, она предназначалась для детей.
Плунгян написал «Почему языки такие разные» в 1990-х годах в рамках научно-популярного проекта, на который он был приглашён. Несмотря на то, что проект не был реализован, он довёл книгу до конца и нашёл издателя. Первое издание книги вышло в 1996 году. Исходное название книги содержало в конце знак вопроса («Почему языки такие разные?»), который был снят лишь в третьем издании 2010 года.

## Реакция
Книга получила большое внимание публики после переиздания в 2010 году. Она стала лауреатом премии «Просветитель» в номинации «Гуманитарные науки» в 2011 году. Сюжет телепередачи «Вести» в 2012 году сообщил, что после этого книга стала бестселлером.
Книга вошла в список пяти лучших научно-популярных книг о лингвистике и языках, подготовленный лингвистом Александром Пиперски для портала «Горький» в 2019 году. Он посчитал, что книга сочетает ясность и полноту изложения, сравнив её с более простой версией университетского учебника по лингвистике.